# Hjältemonumentet i Ottawa
Hjältemonumentet i Ottawa ( Valiants Memorial/Monument aux Valeureux) är ett militärt monument i Ottawa till minne av 14 hjältar från den kanadensiska militärhistorien. Det invigdes 2006.

## Hedrade hjältar
| Hjälte                                                | Typ av monument | Bild |
| ----------------------------------------------------- | --------------- | ---- |
| Generalguvernör Louis de Buade de Frontenac 1622-1698 | byst            |      |
| Kapten Pierre Le Moyne d'Iberville 1661-1706          | staty           |      |
| Thayendanegea (Joseph Brant) 1743-1807                | staty           |      |
| Överste John Butler 1728-1796                         | byst            |      |
| Generalmajor Isaac Brock 1769-1812                    | byst            |      |
| Överstelöjtnant Charles de Salaberry 1778-1829        | staty           |      |
| Laura Secord 1775-1868                                | staty           |      |
| Georgina Pope 1862–1938                               | byst            |      |
| General Arthur Currie 1875-1933                       | staty           |      |
| Korpral Joseph Kaeble 1892-1918                       | byst            |      |
| Kapten Robert Hampton Gray 1917-1945                  | byst            |      |
| Sjökapten John Wallace Thomas 1888–1965               | byst            |      |
| Major Paul Triquet 1910-1980                          | byst            |      |
| Fänrik Andrew Mynarski 1916-1944                      | byst            |      |